# 永江朗
永江 朗（ながえ あきら、1958年5月9日 - ）は、日本の著作家。北海道旭川市出身。

## 来歴
北海道旭川東高等学校、法政大学文学部哲学科卒業。西武百貨店系洋書店であるアール・ヴィヴァンに約7年間勤務した後、雑誌『宝島』や『別冊宝島』などの編集・ライターを経て、1993年頃よりライター業を本職とする。各種新聞・雑誌に署名記事をものする。
取り上げる題材は広範にわたり、「哲学からアダルトビデオまで」を標榜する。読書術やインタビューに関する著作を多数刊行している。処女出版『菊地君の本屋』においてヴィレッジヴァンガードを取り上げて以来、個性的な書店を訪問して紹介する仕事も多く手掛け、出版文化産業の事情に明るい。加えて（財）出版文化産業振興財団にて読書アドバイザー養成講師を務めたり、新書マップの制作に携わるなどしている。
ほかに書評など評論活動も行う。百貨店での勤務経験を元にした、経営方法からの批評を特徴とする。2001年には、文芸評論家福田和也の『作家の値うち』に示唆され、同時代の44人の批評家を論じた読み物『批評の事情』を出したが、批評家・山形浩生に周到に反論された。石原慎太郎、小林よしのりら保守系の文化人や、保守派の政治家を嫌い、痛烈に罵倒しているが、福田和也に対する正面からの批判は避けている。
2008年 - 2010年度、早稲田大学文化構想学部客員教授（出版流通論、近代出版文化史）、2010年 - 2013年早稲田大学文学学術院教授。
東日本大震災からの復興支援事業として、東北でのデジタルデータ化作業による雇用創出や、被災地からの情報発信促進をめざし、出版社が電子書籍として発売する印刷物のデジタルデータ化を国が補助する「コンテンツ緊急電子化事業（緊デジ）」において同事業を受託した社団法人「日本出版インフラセンター」（JPO）からの依頼で、書目選定審査委員長を務めた。

## 人物
- 東京と京都に居を構え、それぞれを行き来しながら仕事をしている[2]。
- 執筆中を含め、食事の時以外はほぼ1日を立って過ごす[2]。

## 著書

### 単著
- 『菊地君の本屋 ヴィレッジヴァンガード物語』アルメディア 1994
- 『不良のための読書術』筑摩書房 1997 / ちくま文庫 2000
- 『アダルト系』アスキー 1998 / ちくま文庫 2001
- 『ブンガクだJ！ 不良のための小説案内』イーハトーヴ 1999
- 『消える本、残る本』編書房 2001
- 『批評の事情 不良のための論壇案内』原書房 2001 / ちくま文庫 2004
- 『インタビュー術！』講談社現代新書 2002
- 『ベストセラーだけが本である』筑摩書房 2003
- 『平らな時代 おたくな日本のスーパーフラット』原書房 2003
- 『〈不良〉のための文章術 書いてお金を稼ぐには』NHKブックス 2004
- 『狭くて小さいたのしい家』原書房 2004
- 『いまどきの新書 12のキーワードで読む137冊』原書房 2004
- 『恥ずかしい読書』ポプラ社 2004
- 『作家になるには』ぺりかん社 2004
- 『メディア異人列伝 1993→2004』晶文社 2005
- 『話を聞く技術！』新潮社 2005 / 改題「聞き上手は一日にしてならず」新潮文庫 2008
- 『ブックショップはワンダーランド』六耀社 2006
- 『新・批評の事情 不良のための論壇案内』原書房 2007
- 『暮らしの雑記帖 狭くて楽しい家の中』ポプラ社 2007
- 『本の現場 本はどう生まれ、だれに読まれているか』ポット出版 2009
- 『書いて稼ぐ技術』平凡社新書 2009
- 『セゾン文化は何を夢みた』朝日新聞出版 2010
- 『筑摩書房 それからの四十年』筑摩選書 2011 ※創業70周年記念出版（『筑摩書房の三十年 1940-1970』（筑摩選書、和田芳恵著）の続編）
- 『広辞苑の中の掘り出し日本語』バジリコ 2011 のち新潮文庫　2015
- 『そうだ、京都に住もう。』京阪神エルマガジン社 2011　のち小学館文庫　2015
- 『男と女の日本語 広辞苑の中の掘り出し日本語2』バジリコ 2012
- 『本を味方につける本 自分が変わる読書術』河出書房新社 2012
- 『広辞苑の中の掘り出し日本語 3 (花鳥風月編)』バジリコ 2013
- 『新宿で85年、本を売るということ』メディアファクトリー新書 2013
- 『おじさんの哲学』原書房 2014
- 『誰がタブーをつくるのか?』河出ブックス 2014
- 『茶室がほしい。茶室から入る茶の湯の愉しみ』六耀社 2014
- 『「本が売れない」というけれど』ポプラ新書 2014
- 『本について授業をはじめます』少年写真新聞社 2014
- 『51歳からの読書術』六耀社 2016
- 『東大VS京大　入試文芸頂上決戦』原書房 2017
- 『ときどき、京都人。 東京⇔京都 二都の生活』徳間書店, 2017.
- 『四苦八苦の哲学 生老病死を考える』晶文社, 2018
- 『私は本屋が好きでした あふれるヘイト本、つくって売るまでの舞台裏』太郎次郎社エディタス, 2019

### 共著
- 『古本屋ビジネス 大量出版時代の"商い"』山岡檀・浅野恭平・佐藤孔亮・大津なほ子 アルメディア 1996
- 『超激辛爆笑鼎談・「出版」に未来はあるか？』井家上隆幸・安原顯 編書房 1999
- 『出版クラッシュ!? 書店・出版社・取次 崩壊か再生か』安藤哲也・小田光雄 編書房 2000
- 『ぢょしえっち』岡山らくだ ワイレア出版 2003
- 『ミステリーファンのための警察学読本』斉藤直隆・むらやまじゅん アスペクト 2004
- 『本（あたらしい教科書2）』プチグラパブリッシング 2006
- 『哲学個人授業 〈殺し文句〉から入る哲学入門』鷲田清一 バジリコ 2008
- 『いい家は「細部」で決まる』大和ハウス工業総合技術研究所共著 新潮新書 2012

## 出演
ラジオ
- 山ちゃん美香の朝ドキッ!（2009年10月5日 - 2016年3月25日、HBCラジオ）
  - 月曜コーナー「列車の中で読むおすすめの本」→「Monday Good Book」を担当